# Motosacoche
Motosacoche fou una empresa fabricant de motocicletes suïssa que va ser fundada el 1899 per Henri i Armand Dufaux a Ginebra. L'empresa arribà a ser el major fabricant suís de motocicletes i fou coneguda també pels motors que comercialitzava amb la marca MAG (Motosacoche Acacias Genève), els quals varen tenir molta demanda per part d'altres fabricants de motocicletes europeus.

## Història

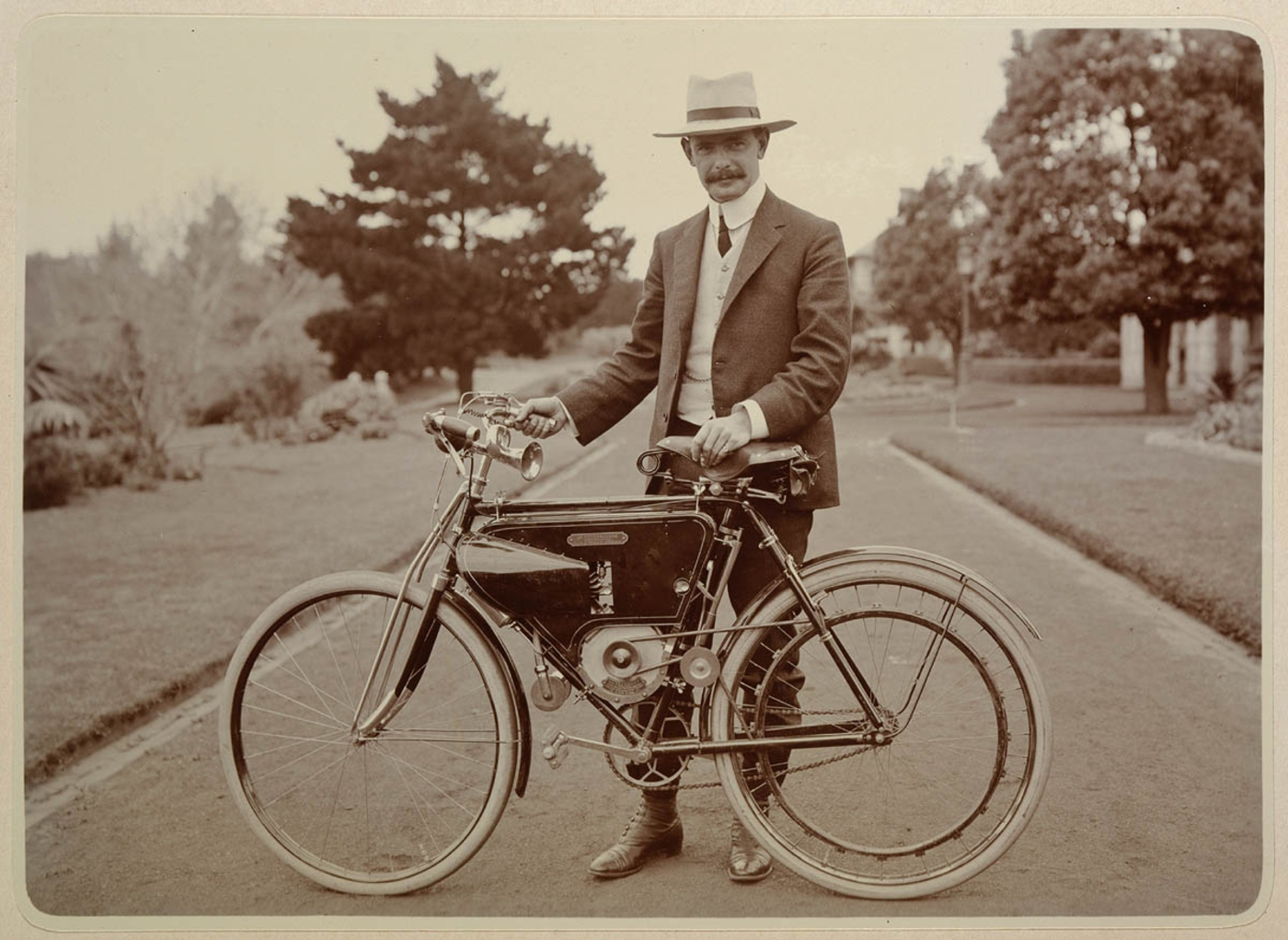
Una bicicleta amb la unitat de motor Motosacoche ca. 1905

El 1900, Motosacoche va començar a produir un motor auxiliar de bicicleta que es proporcionava muntat en una unitat que era com una mena de quadre parcial, el qual es podia instal·lar en una bicicleta convencional. El motor quedava amagat per la tapa metàl·lica d'aquesta unitat i, segons com, podia semblar que era dins un maletí o bossa de mà ("sacoche" en francès). D'aquí ve el nom Motosacoche: "motor en un maletí", "motor en una bossa".
El 1910, Royal Enfield va fer servir motors Motosacoche de 344 cc amb 2,75 CV de potència en un reeixit model bicilíndric en V. Se sap que Motosacoche va subministrar també puntualment motors a Triumph, Ariel, Matchless i Brough-Superior, primer per mitjà de la societat H & A Dufaux England Ltd i després, d'ençà de 1912, com a Motosacoche Ltd (GB) amb Osborne Louis De Lissa com a agent de vendes. Motosacoche tenia fàbriques a Suïssa, França i Itàlia i subministrava motors MAG a fabricants europeus com ara Clement, Condor, Imperia, Neander i Monet Goyon.
El guanyador del primer Bol d'Or, celebrat el 1922 als afores de París, va recórrer més de 1.206 km amb un Motosacoche de 500 cc. No va ser fins al 1928 que la marca es va fer un nom al món dels Grans Premis amb la seva moto de curses Motosacoche 350 M 35 ohc, construïda per l'anglès Dougal Marchant. Amb aquesta moto, Wal Handley guanyà dos títols del Campionat d'Europa d'aquell any, en les cilindrades dels 350 i 500 cc.
L'anglès Bert le Vack va entrar a Motosacoche el 1930. Havia participat al TT de l'illa de Man del 1914 i esdevingué pilot oficial, dissenyador en cap i provador de la marca. Le Vack es va morir en un accident als Alps suïssos el 17 de setembre de 1931 mentre provava la Motosacoche A 50 prop de Berna. Volia ensenyar-li la moto a un oficial de l'exèrcit suís.
Durant la dècada del 1930, Motosacoche fou eclipsada per l'anglesa Norton Motorcycle Company i va entrar en decadència. Després de la Segona Guerra Mundial, el 1947, l'empresa va presentar un innovador model de 200 cc sv anomenat Marchant, però no el va arribar a produir. El 1953, les motocicletes alemanyes UT dissenyades per Richard Kuchen es van comercialitzar sota la marca Motosacoche, però la iniciativa no va reeixir i d'ençà del 1956 ja no es van produir més motocicletes Motosacoche, tot i que es van continuar produint els motors estacionaris i industrials MAG.
La marca Motosacoche és actualment propietat del MAJ Holding SARL de Ginebra. El 2020, l'empresa Motosacoche S.A. va iniciar la seva activitat i va produir un prototip de bicicleta elèctrica que es volia llançar a començaments del 2021. El novembre del 2020 va aparèixer el llibre Motosacoche, la légendaire moto suisse.

## Models produïts
Font:
- Type-A, 1901 - 1910
- D4, Motosacoche per a dones, 1908
- 2C10, 1911
- Autosacoche, 1913

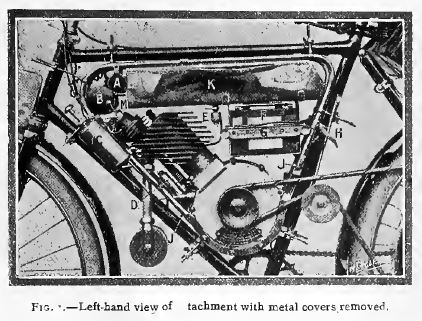
Unitat de motor Motosacoche de 1907 sense la tapa metàl·lica

- 1C9H Sport, 1928–1939, 498 cc, o.h.v.,20 hp
- 2 Cilindres, 1930-1932
- 209, 1928
- 210, 1928 - 1929
- 212 twin, 1954, 247 cc, o.h.c
- 2C7, 1914, 496 cc, s.v.
- 304 Tourer, 1927, 346 cc, i.o.e.
- 309, 1928
- 310, 1928 - 1929
- 310 BL, 1933
- 318, 1933
- 319, 1933
- 322 Competition, 1933
- 350 Competition, 1930 - 1932
- 350 Sport, 1930 - 1932
- 350 Tourer, 1930 - 1932
- 409, 1928 - 1929
- 409 BL, 1933
- 410, 1928 - 1929
- 410 LL, 1933
- 419, 1933
- 420, 1933
- 422 Competition, 1933
- 425 Luxe, 1933
- 426 Luxe, 1933
- 439 Tourisme Luxe, 1939, 498 cc, s.v.
- 500 Competition, 1930 - 1932
- 500 Sport, 1930 - 1932
- 500 Touring, 1930 - 1932
- 720, 1933
- 720 Tourisme Grand Luxe, 1939, 846 cc, s.v.
- A1, 1908, 214 cc, a.i.o.e
- A50 (velocitat), 1928, o.h.c.
- BL, 1929 - 1930
- Jubilée Sport, 1931, 498 cc, o.h.v.
- L, 1928
- R10H, 1929
- R14H, 1929 - 1930
- R14K, 1929
- R9K, 1930
- 877TL, 1931 - 1932